# Rhabdoblennius nitidus
Rhabdoblennius nitidus är en fiskart som först beskrevs av Günther, 1861.  Rhabdoblennius nitidus ingår i släktet Rhabdoblennius och familjen Blenniidae. Inga underarter finns listade i Catalogue of Life.